# Connor Bedard
Connor Bedard, född 17 juli 2005 i North Vancouver, British Columbia, är en kanadensisk professionell ishockeyforward som spelar för Chicago Blackhawks i National Hockey League (NHL). Han har tidigare spelat för Regina Pats i Western Hockey League (WHL). Bedard draftades av Chicago Blackhawks i första rundan i 2023 års draft som första spelare totalt.

## Uppväxt
Bedard föddes 2005 i North Vancouver och började spela hockey vid fyra–femårsåldern. Bedard har sagt i en intervju att han efter första hockeyträningen inte gillade sporten eftersom man endast hade tränat utan klubba och puck. Han fortsatte dock att gå på träningarna och när han väl fick börja träna med klubba och puck förälskade han sig i sporten. Under uppväxten var han ett stort fan av det lokala laget Vancouver Canucks.
Bedards idol under uppväxten var Sidney Crosby efter att Crosby avgjort finalen på övertid under OS 2010 som spelades i Vancouver. Bedard bodde vid denna tidpunkt endast 20 minuter från arenan. Han hade även två andra NHL-spelare som han såg upp till. Under somrarna fick han möjligheten att åka och träna med Mathew Barzal, vilket gjorde att han lärde känna honom. Den andra var Auston Matthews, som han försökte titta på och ville även nöta in hans dragskott.

## Klubblagskarriär

### Tidig karriär
År 2018 hyllades Bedard som en ung hockeytalang och utsågs till "Hockeyns framtid" i en artikel av tidskriften The Hockey News. Bedard spelade junior-ishockey med West Van Academy Prep i Canadian Sports School Hockey League (CSSHL). När han spelade med skolans U15- och U18-lag ledde Bedard ligan i både mål och poäng och tilldelades utmärkelsen som den mest värdefulla spelaren två år i rad.

### Regina Pats
I mars 2020 beviljades Bedard exceptionell status av BC Hockey och i Western Hockey League-draften 2020 valdes Bedard som första spelaren totalt av Regina Pats. Han blev i och med detta den första spelaren i ligan att få exceptional status, vilket innebar att han fick spela i ligan som minderårig. I september 2020 lånades Bedard ut till HV71:s juniorverksamhet, där han spelade tills Western Hockey League skulle starta, då säsongen i Nordamerika hade dröjt på grund av Coronaviruspandemin. Bedard gjorde ett mål och en assist under en match för HV71:s J18 och två mål och två assist på fyra matcher i J20-laget. Noterbart är att Bedard vid denna tidpunkt endast var 15 år gammal och därmed minderårig för både J18- och J20-nivå. Bedard lämnade Jönköpingsklubben efter två månader för att samlas med Regina Pats i Kanada.
Bedard gjorde sin debut för Regina Pats den 13 mars 2021 i en 6–3-förlust mot Prince Albert Raiders, han gjorde dock två av Pats mål i matchen. Den 30 mars 2021 gjorde han 4 poäng när Pats slog Swift Current Broncos med 9–4 hemma i Brandt Centre. Efter första säsongen i WHL kom Bedard att göra 12 mål och 16 assist på endast 15 matcher innan han lämnade för U18-Världsmästerskapet.
Den 1 juni 2021 utnämndes Bedard till årets nykomling i Western Hockey League östra division, och den 9 juni utsågs han till årets nykomling för hela Western Hockey League.

### Chicago Blackhawks
Dem 28 juni 2023 valdes Bedard av Chicago Blackhawks som första spelare totalt i NHL Entry Draft 2023. Han blev i och med detta den andra spelaren i Blackhawks i historia att bli vald först i draften efter Patrick Kane 2007. På sin 18-årsdag den 17 juli 2023 skrev han på ett treårigt ingångskontraktet med maxlönen mot lönetaket på 950 000 dollar. Han gjorde sin NHL-debut den 10 oktober 2023 och stod även för en assist i en 4–2-vinst över Pittsburgh Penguins. Bedard gjorde sitt första NHL-mål matchen därpå då laget förlorade mot Boston Bruins med 3–1. Hans två första NHL-matcher var de mest sedda ishockeymatcherna i grundserien för ESPN och TNT.

## Landslagskarriär

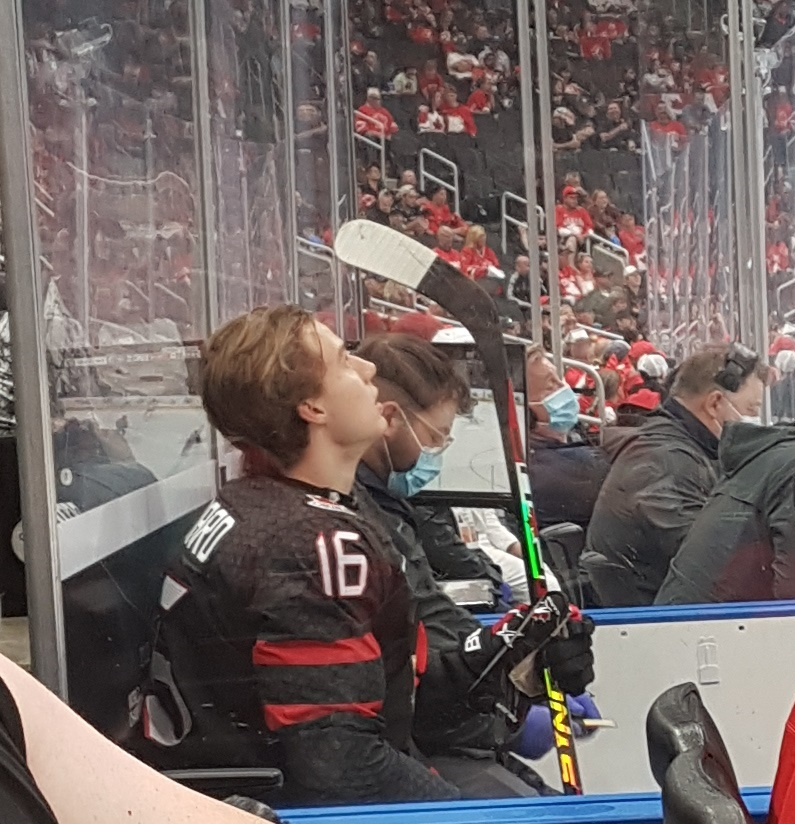
Bedard i utvisningsbåset under JVM 2022.

### Ungdomslagen

#### U18-VM 2021
I april 2021 blev Bedard uttagen till Kanadas U18-lag för det kommande U18-världsmästerskapet i Frisco, Texas. Detta trots att han är född 2005 och att turneringen i första hand var till för spelare födda 2003. Bedard blev den blott andra 15-åringen efter John Tavares att representera Kanada vid turneringen.
Bedard gjorde sin debut för Kanadas U18-lag den 28 april 2021 i en förkrossande 12–1-seger mot Sverige i den första matchen av U18-VM. Han noterade även för en assist i matchen. Kanada gick sedan och vann hela turningen då man slog Ryssland i finalen med 5–3 efter Shane Wright klev fram och sköt två av de kanadensiska målen. Även Bedard gjorde ett mål och en assist i finalen. Wright (9+5) och Bedard (7+7) slutade tvåa och trea i turneringens poängliga med 14 poäng vardera. SKA Sankt Petersburgs Matvej Mitjkov, som tippas gå en hård duell med Bedard om att gå ett i NHL-draften 2023, svarade för ett mål och två assist i finalen. Han lämnade därmed turneringen med tolv mål och 16 poäng på sju matcher. För det utsågs han till U18-VM:s MVP och kom med i All-Star-laget.

#### JVM 2022
Den 12 december 2021 blev Bedard blott den sjunde 16-åringen som blivit uttagen till Kanadas herrjuniorlandslag för Juniorvärldsmästerskapet 2022. Han var då hela tre år yngre än majoriteten av spelarna i turneringen.
I den första matchen noterade han för en assist när Kanada vann med 6–3 över Tjeckien. Bedard gjorde fyra mål i den andra matchen mot Österrike, vilket gjorde att han blev yngste spelaren någonsin att göra fyra mål i ett JVM-sammanhang. Han slog därmed legendaren Wayne Gretzkys rekord från 1977 då han gjorde två hattrick i turneringen som 16-åring.
Turneringen blev inställd den 29 december 2021 på grund av att flera lag drabbats av COVID-19. Turneringen återupptas istället i mitten av augusti 2022, där Kanada gick hela vägen och kammade hem ett JVM-guld efter vinst mot Finland i finalen.

#### U18-VM 2022
Den 18 april 2022 blev Bedard uttagen till det kanadensiska laget inför U18-VM 2022, han var därmed den enda spelaren från föregående års mästerskapslag i Kanada trupp. Han gjorde ett hattrick i den andra matchen i turneringen, en 8–3-seger över Tyskland, och slog både tidigare lagkamraten Shane Wrights och samtidigt Mathew Barzals poängrekord för nationen. Laget åkte ur i kvartsfinalen efter en förlust med 6–5 på övertid mot Finland, där Bedard gjorde två mål i matchen.

#### JVM 2023
I december 2022 blev Bedard för andra gången i karriären uttagen till Kanadas JVM-trupp, denna gång två år yngre än de flesta i turneringen.
I öppningsmatchen mot Tjeckien åkte Bedard och laget på en chockerande förlust med klara 5–2. Matchen därpå skulle dock inget vara sig likt, Kanada slog Tyskland med 11–2 och Bedard stod noterad för ett hattrick och fyra assist. Hans bedrift att göra sju poäng i en match gjorde att han tangerade rekordet för antalet gjorda poäng av en kanadensare i en JVM-match. Sedan tidigare hade Dave Andreychuk, Brenden Morrow, Mike Cammalleri och Gabriel Bourque nått samma siffra i Kanadas landslag. I matchen efteråt gjorde han ytterligare sex poäng då Österrike besegrades med hela 11–0.
Bedard och Kanda gick hela vägen och kammade hem nationens andra raka JVM-guld efter vinst mot Tjeckien i finalen med 3–2 på övertid. Bedard satte flera nya rekord under turneringens gång: flest poäng av en kanadensisk spelare i en JVM-turnering då han slog det gamla rekordet på 18 poäng som sattes av Dale McCourt 1977 och följdes upp av Brayden Schenn 2011. Bedards 14 målgivande passningar var också kanadensiskt rekord i ett JVM; två fler än vad Jason Allison noterades för under JVM 1995.
Bedards poängskörd är den fjärde bästa någonsin i en JVM-turnering, efter Juniorkronornas forward Peter Forsberg (31 poäng 1993), hans lagkamrat Markus Näslund (24 poäng, också 1993) och Finlands forward Raimo Helminen (24 poäng i JVM 1984). Bedards 23 poäng var också flest poäng i en JVM-turnering av en 17 år gammal spelare - det gamla rekordet på 18 poäng hölls av Jaromir Jagr som spelade för Tjeckoslovakien i JVM 1990. Den enda matchen han gick poänglös ifrån var finalen.

## Statistik
| 2018/19    | West Van Academy Prep | CSSHL U15     | 30  | 64 | 24  | 88  | 22 | 4 | 5 | 2 | 7 | 2 |
| 2019/20    | West Van Academy Prep | CSSHL U18     | 36  | 43 | 41  | 84  | 32 | 1 | 1 | 1 | 2 | 0 |
| 2020/21    | Regina Pats           | WHL           | 15  | 12 | 16  | 28  | 6  | — | — | — | — | — |
|            | HV71 J18 (Lån)        | J18 Region    | 1   | 1  | 1   | 2   | 0  | — | — | — | — | — |
|            | HV71 J20 (Lån)        | J20 Nationell | 4   | 2  | 2   | 4   | 0  | — | — | — | — | — |
| 2021/22    | Regina Pats           | WHL           | 62  | 51 | 49  | 100 | 42 | — | — | — | — | — |
| 2022/23    | Regina Pats           | WHL           | 28  | 27 | 37  | 64  | 36 | — | — | — | — | — |
| WHL totalt | WHL totalt            | WHL totalt    | 105 | 90 | 102 | 192 | 84 | — | — | — | — | — |

### Internationellt
| År            | Lag           | Cup           | Resultat      |    | Matcher | Mål | Assist | Poäng | Utv |
| ------------- | ------------- | ------------- | ------------- | -- | ------- | --- | ------ | ----- | --- |
| 2021          | Kanada        | U18           | Guld          | 7  | 7       | 7   | 14     | 2     |     |
| 2022          | Kanada        | U18           | 5:a           | 4  | 6       | 1   | 7      | 4     |     |
| 2022          | Kanada        | JVM           | Guld          | 7  | 4       | 4   | 8      | 2     |     |
| 2023          | Kanada        | JVM           | Guld          | 7  | 9       | 14  | 23     | 2     |     |
| Ungdom totalt | Ungdom totalt | Ungdom totalt | Ungdom totalt | 29 | 32      | 34  | 52     | 10    |     |

## Meriter
Individuellt
- WHL Exceptional Spelar Status: 2020[36]
- U18-VM All-Star Team: 2020/21[21]
- U18-VM Top 3 Player on Team: 2020/21[21]
- WHL Mest Assist av en Rookie (16): 2020/21[37]
- WHL Mest Mål av en Rookie (12): 2020/21[37]
- WHL Mest Poäng av en Rookie (28): 2020/21[37]
- J20 Nationell (Totalt) Mest Poäng av en U16-junior: 2020/21[38]
- CSSHL U18 Mest Värdefulla Spelare: 2019/20[39]
- CSSHL U18 Mest Poäng: (84): 2019/20[39]
- CSSHL U18 Mest Mål: (43): 2019/20[39]
- CSSHL U15 Mest Värdefulla Spelare: 2018/19[40]
- CSSHL U15 Mest Poäng (88): 2018/19[40]
- CSSHL U15 Mest Mål (64): 2018/19[40]